# Carmine Esposito
Carmine Esposito (ur. 30 września 1970 w Neapolu) – włoski piłkarz grający na pozycji napastnika.
W barwach Empoli, Vicenzy i Fiorentiny rozegrał łącznie 59 spotkań i zdobył 16 bramek w Serie A.